# Bromance

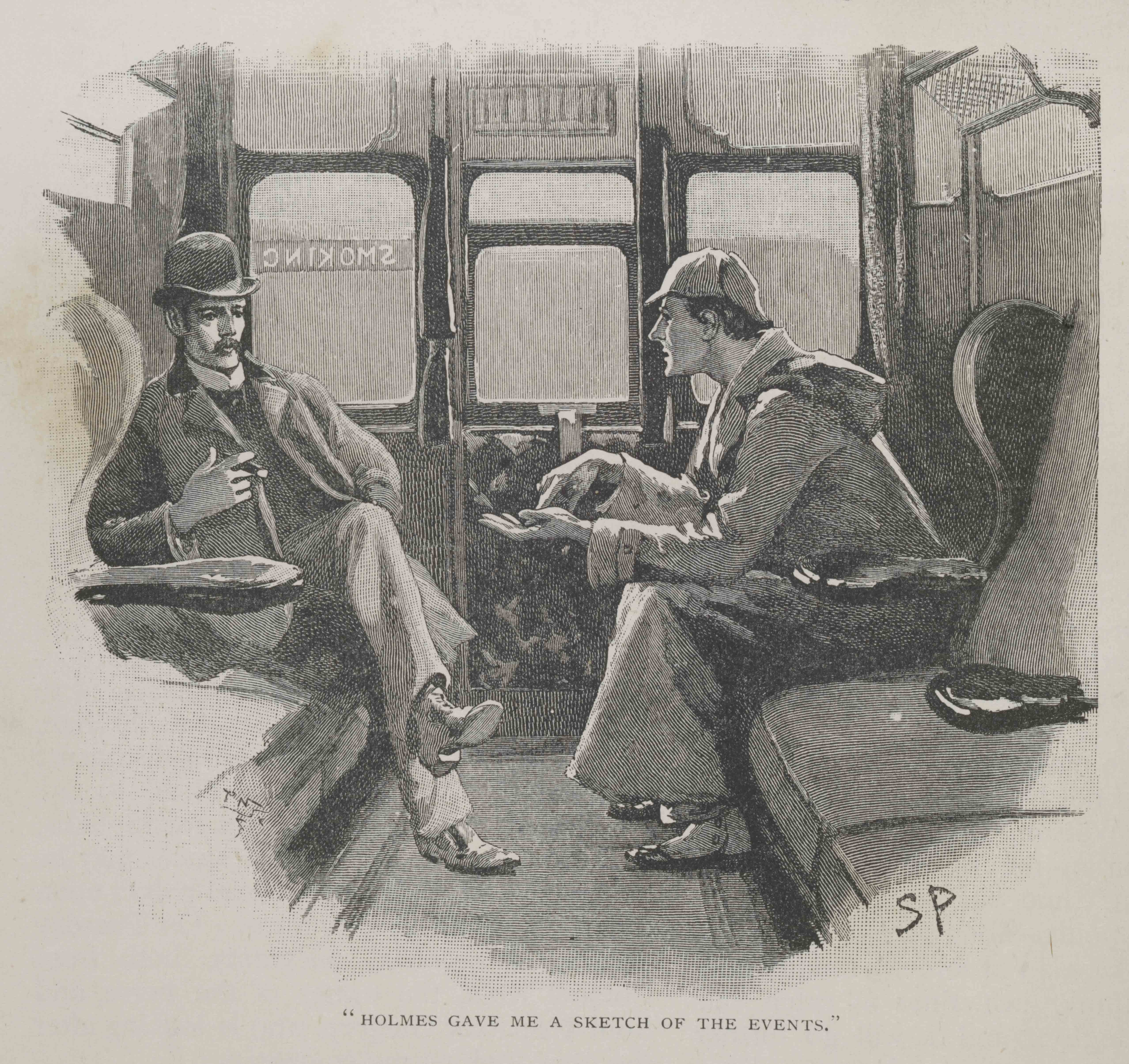
Sherlock Holmes i doktor Watson, postaci podawane jako przykład bromance’u

Bromance – bliska, emocjonalna, nieseksualna relacja pomiędzy dwoma lub więcej mężczyznami, głębsza i bardziej intymna niż friendship (przyjaźń). Rosnąca popularność tego konceptu na początku XXI wieku postrzegana jest jako odzwierciedlenie zachodzących w społeczeństwie zmian, przede wszystkim zwiększonej otwartości na kwestie tożsamości płciowej i seksualności.
Słowo „bromance” jest zbitką wyrazową utworzoną od słów bro i romance, oznaczających „brachola” i „romans”. Za twórcę terminu uważa się Dave’a Carniego, redaktora magazynu skateboardingowego „Big Brother”, który użył go w 1999 roku do określenia relacji, jakie zawiązują się pomiędzy długo przebywającymi ze sobą skate’ami. Termin na szerszą skalę został zauważony dopiero około 2005 roku, kiedy zaczęto używać go w przemyśle filmowym.
Przykładem bromance’u jest relacja Matta Damona i Bena Afflecka, opisywana jako „prawdopodobnie najbardziej pionierski bromance w historii show-biznesu”, która doprowadziła nawet do powstania offbrodwayowskiej sztuki Matt and Ben. W kulturze popularnej jako przykłady bromance’ów wymienia się m.in. Froda Bagginsa i Samwise’a Gamgee, Meriadoka Brandybucka i Peregrina Tuka z filmowej adaptacji Władcy pierścieni, jak również Sherlocka Holmesa i doktora Watsona.
Chociaż termin odnosi się przede wszystkim do bliskiej relacji między osobami heteroseksualnymi, bywa również odnoszony do przyjaźni mężczyzn homo- i heteroseksualnych, którzy nie utrzymują ze sobą kontaktów seksualnych. Przykładem takiego bromance’u są Ronnie Kroell i Ben DiChiara z amerykańskiej edycji programu Make Me a Supermodel czy aktorzy Chris Pine i Zachary Quinto.
Idea bromance’u była podstawą stworzenia reality show Bromance, stanowiącego spin off programu Wzgórza Hollywood, jest on również podstawą filmu Stary, kocham cię czy serialu Chłopiec poznaje świat.